# Мес (Ардеш)
Мес (фр. Meysse, окс. Mèissa) — коммуна во Франции, находится в регионе Рона — Альпы. Департамент коммуны — Ардеш. Входит в состав кантона Рошмор. Округ коммуны — Прива.
Код INSEE коммуны 07157.

## Население
Население коммуны на 2008 год составляло 1333 человека.
| 1962 | 1968 | 1975 | 1982 | 1990 | 1999 | 2008 |
| ---- | ---- | ---- | ---- | ---- | ---- | ---- |
| 655  | 679  | 590  | 708  | 914  | 1098 | 1333 |

## Экономика

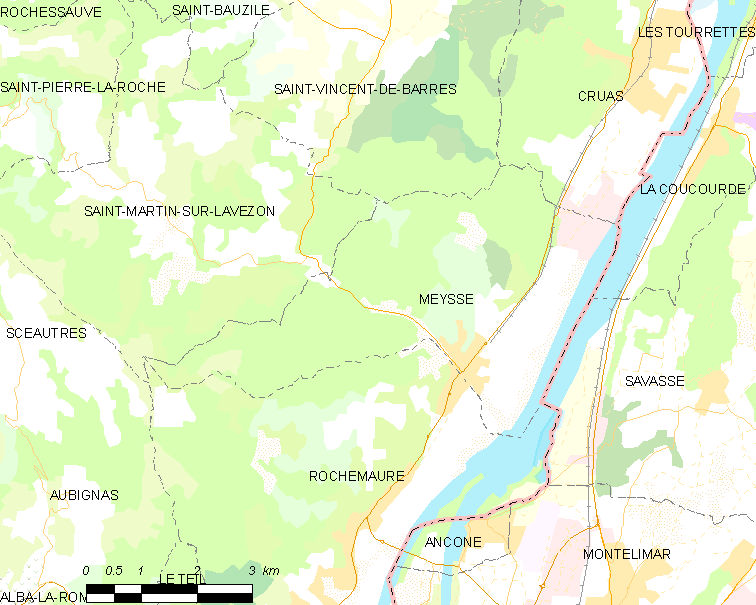
Карта коммуны

В 2007 году среди 869 человек в трудоспособном возрасте (15-64 лет) 619 были экономически активными, 250 — неактивными (показатель активности — 71,2 %, в 1999 году было 68,6 %). Из 619 активных работали 560 человек (307 мужчин и 253 женщины), безработных было 59 (23 мужчины и 36 женщин). Среди 250 неактивных 83 человека были учениками или студентами, 61 — пенсионерами, 106 были неактивными по другим причинам.

## Достопримечательности
- Романская церковь Св. Иоанна Крестителя, была заброшена в XIX веке
- Средневековая церковь, исторический памятник с 1971 года[2]
- Блошиный рынок, один из крупнейших во Франции (площадь 10 000 м²)